# Vall de les Salenques
| Aquesta pàgina està escrita en benasquès. |

La vall de les Salenques (en benasquès, Vall d'Ixalenques) ie una vall pirenenca d'Aragó que se troba a la baixant este del masiso de la Maladeta, al municipi de Montanui a la Ribagorça.
La suya muga natural la formen la tuca d'Anglos (1.815 m), la tuca del Cap de Llauset (2.852 m), la tuca d'el Cap de la Vall (3.205 m), la cresta de Tempestats (3.258 m), la cresta d'Ixalenques (que ditxós d'ella se troba la txelera d'es Ixalenques), la collada d'Ixalenques (2.801 m), el pico d'Ixalenques (2.986 m), la tuca de Mulleres (3.010 m), el pico de la Tallada (2.955 m) i els picos de la Fontana de Senet (2.630 m) i de Viella (2.572 m).
Trescrucen la vall el riu d'es Ixalenques, afluent de la Noguera Ribagorçana, i els suyos afluents; el riu del Cap de la Vall i el riu Anglos.

## Nombre
El nombre d'esta vall procedeix d'un tipus de plantes que hi són especialment abundants, les ixalenques. La ixalenca (en catalán salenca, en aragonés sarguera) ie un tipo d'arbusto de les riberes, molto freqüent als rius dels Pireneus, que tenen les tralls resistents encara que molto flexibles, i per això d'antes s'empllegaben ta lligar els trancos d'es navates qu'heben de baixar pels rius. D'este uso tradicional que en feben, ia iere habitual la construcción d'una mena d'embarcacions per transportar les fustes de les valls. De la salenca se'n quitaba també la vime ta per fer-ne les canastes y els cabazos.